# Apanteles renatus
Apanteles renatus är en stekelart som beskrevs av Kotenko 1986. Apanteles renatus ingår i släktet Apanteles och familjen bracksteklar. Inga underarter finns listade i Catalogue of Life.